# Sink (Foetus)
Sink è un disco di Foetus (in questo caso col nome Foetus Inc.) pubblicato per la prima volta nel 1989 dalla Self Immolation/Some Bizzare e dalla Wax Trax! Records. Si tratta di una compilation che porta alla luce canzoni rare ed inedite e remix tratti dai vari progetti di Foetus compresi tra il 1981 ed il 1989. Molte delle canzoni rare sono state rimasterizzate in versioni più corte rispetto alla loro lunghezza originale.
Sink è l'ultimo disco di Foetus pubblicato dalla Some Bizarre ed il debutto su Wax Trax!. Venne ripubblicato nel 1995 dalla Thirsty Ear's.

## Track list
1. "Bedrock"   – 7:07
come su Bedrock
2. "Ramrod"   – 5:49
modificata da Ramrod
3. "Boxhead"   – 3:40
come su Ramrod
4. "Lilith"   – 4:17  accreditata a Foetus Eruptus
inedita
5. "Shut"   – 0:54
come su Bedrock
6. "Diabolus In Musica"   – 7:06
modificata da Bedrock
7. "Smut"   – 3:44
modificata da Ramrod
8. "Sick Minutes"   – 2:20
modificata da Finely Honed Machine
9. "Rattlesnake Insurance"   – 1:49
come su Bedrock
10. "Himmelfahrtstransport / Primordial Industry"   – 2:08  accreditata a Foetus In Your Bed
"Himmelfahrtstransport" inedita
"Primordial Industry" modificata dalla compilation An Afflicted Man's Musica Box
11. "Spit On The Griddle" (The Drowning of G. Walhof)  – 3:39  accreditata a Foetus Eruptus
inedita
12. "Anxiety Attack"   – 5:44, [– 5:09 CD]  accreditata a Scraping Foetus Off The Wheel
inedita
13. "Baphomet"   – 1:05  accreditata a Foetus Interruptus
inedita
14. (The Only Good Christian Is a) Dead Christian   – 3:21  accreditata a Scraping Foetus Off The Wheel
come sulla compilation If You Can't Please Yourself, You Can't Please Your Soul
15. Halo Flamin Lead   – 4:24
modificata da Hole bonus 12"
16. OKFM   – 4:25
modificata da Spite Your Face/OKFM
17. Catastrophe Crunch   – 4:12
modificata da Calamity Crush
18. Wash (It All Off)   – 3:57
modificata da Wash/Slog
19. (Today I Started) Slog(ging Again)   – 4:51
modificata da Wash/Slog
20. Calamity Crush   – 4:12
modificata da Calamity Crush